# Vindicación de los derechos del hombre
Vindicación de los derechos del hombre, en una carta al Muy Honorable Edmund Burke; ocasionada por sus reflexiones sobre la Revolución francesa (1790) es un panfleto político escrito por la feminista liberal británica del siglo XVIII Mary Wollstonecraft, que ataca a la aristocracia y propugna el republicanismo. La de Wollstonecraft fue la primera respuesta en la guerra de panfletos iniciada por la publicación de Reflexiones sobre la Revolución francesa (1790), de Edmund Burke, una defensa de la monarquía constitucional, la aristocracia y la Iglesia de Inglaterra.
Wollstonecraft atacó no solo a los privilegios hereditarios, sino también a la retórica que utilizó Burke para defenderlos. La mayoría de los detractores de Burke condenaron lo que ellos percibían como una pena muy teatral por María Antonieta, pero Wollstonecraft fue la única que denunció el lenguaje sexista de Burke. Al redefinir lo sublime y lo bello, términos establecidos por el propio Burke en Indagación filosófica sobre el origen de nuestras ideas acerca de lo sublime y de lo bello (1756), Wollstonecraft socavó su retórica además de sus argumentos. En su primera crítica abiertamente feminista, que la experta en Wollstonecraft Claudia L. Johnson considera que no ha sido superada en fuerza argumentativa, Wollstonecraft critica la justificación que hace Burke de una sociedad desigual basada en la pasividad de la mujer.
En su defensa de la virtud republicana, Wollstonecraft invoca el carácter distintivo de la clase media emergente en oposición a lo que ella considera un viciado código de conducta de la aristocracia. Alentada por una creencia ilustrada en el progreso, se mofa de Burke por confiar en la tradición y las costumbres. Describe un país idílico en el que cada familia tiene una granja que cubre sus necesidades. Wollstonecraft contrasta su imagen utópica de la sociedad, dibujada, según ella, con sentimientos genuinos, con el falso tableau teatral de Burke.
Los Derechos del Hombre tuvieron éxito: recibió comentarios en todos los periódicos importantes de la época y la primera edición se agotó en tres semanas. Sin embargo, tras la publicación de la segunda edición (la primera que llevaba el nombre de Wollstonecraft en la portada), las críticas empezaron a evaluar el texto no solo como panfleto político sino como la obra de una mujer escritora. Contrastaban la "pasión" de Wollstonecraft con la "razón" de Burke, y trataban condescendientemente al texto y a su autora. Este análisis de los Derechos del Hombre imperó hasta la década de 1970, cuando las académicas feministas empezaron a leer los textos de Wollstonecraft con mayor cuidado y llamaron la atención sobre su intelectualismo.

## Contexto histórico

### Controversia de la Revolución

Juramento del Juego de Pelota (1791), por Jacques-Louis David.

Vindicación de los derechos del hombre se escribió en medio del ambiente de la Revolución francesa y de los debates que esta generó en Gran Bretaña. En una animada y a veces virulenta guerra de panfletos, hoy conocida como la Controversia de la Revolución, que duró desde 1789 hasta el final de 1795, los comentaristas políticos británicos discutieron sobre la validez de la monarquía. Un experto se ha referido a este debate como "quizás la última discusión verdadera sobre los fundamentos de la política en Gran Bretaña". El poder de la agitación popular de la Francia revolucionaria, puesta de manifiesto en sucesos como el Juramento del Juego de Pelota y la toma de la Bastilla en 1789, revitalizaron el movimiento reformista británico, que llevaba moribundo desde hacía una década. Así, se reavivaron los esfuerzos por reformar el sistema electoral británico y distribuir los asientos de la Cámara de los Comunes de manera más equitativa.
Gran parte del vigoroso debate político de la década de 1790 se inició con la publicación de Reflexiones sobre la Revolución francesa, de Edmund Burke, en noviembre de 1790. La mayoría de los comentaristas de Gran Bretaña esperaban que Burke apoyara a los revolucionarios franceses, porque anteriormente había formado parte del partido liberal Whig, crítico con el poder monárquico, un defensor de los revolucionarios americanos y un denunciante de los abusos del gobierno en la India. Al no ser así, el pueblo se conmocionó y sus amigos y defensores se enfurecieron. El libro de Burke, pese a su elevado precio de tres chelines, vendió la sorprendente cantidad de 30 000 copias en dos años.
Sin embargo, la famosa respuesta de Thomas Paine, Los derechos del hombre (1792), que se convirtió en grito de guerra para miles de ciudadanos, lo superó ampliamente, al vender más de 200 000 copias.
Derechos del hombre de Wollstonecraft se publicó tan solo unas semanas después de las Reflexiones de Burke. Mientras Burke apoyaba a la aristocracia, la monarquía y la Iglesia establecida, los liberales como William Godwin, Paine y Wollstonecraft defendían el republicanismo, el socialismo agrario, la anarquía y la tolerancia religiosa. La mayoría de los que terminarían llamándose radicales defendían objetivos similares: libertades individuales y virtud cívica. También les unían las mismas críticas: la oposición al belicoso "interés territorial" y su papel en la corrupción del gobierno, y la oposición a una monarquía y una aristocracia que, según ellos, se apoderaban ilegalmente del poder del pueblo.
1792 fue el "annus mirabilis del radicalismo del siglo XVIII": se publicaron sus textos más importantes, y la influencia de las asociaciones radicales, como la London Corresponding Society (LCS) y la Society for Constitutional Information (SCI), estaba en su punto álgido. Sin embargo, no fue hasta que estos grupos de clase media y obrera formaron una alianza con la más distinguida Friends of the People Society que el gobierno mostró interés. Tras la formación de esta alianza, el gobierno, dominado por los conservadores, prohibió los textos sediciosos. Tan solo en la década de 1790 se produjeron más de 100 procesamientos por sedición, un aumento drástico sobre las décadas anteriores. El gobierno británico, temeroso de un alzamiento similar al de la Revolución francesa, dio pasos todavía más drásticos para sofocar a los radicales: hicieron más arrestos policiales y se infiltraron en los grupos radicales; amenazaron con "revocar las licencias a los taberneros que seguían acogiendo a las sociedades de debate político y vendiendo literatura reformista"; interceptaron el correo de "disidentes sospechosos"; apoyaron a los grupos que saboteaban los eventos radicales; y atacaron a los disidentes en la prensa. Los radicales percibieron este periodo, que incluía a los famosos juicios por traición de 1794, como "la institución de un sistema de TERROR, casi tan atroz en sus rasgos, casi tan gigante en su talla e infinitamente más pernicioso en su tendencia, de lo que nunca conoció Francia".
Cuando, en octubre de 1795, una multitud lanzó basura e insultó a Jorge III, demandando un cese de la guerra con Francia y una bajada del precio del pan, el Parlamento aprobó inmediatamente las "leyes mordaza" (la Seditious Meetings Act y la Treasonable Practices Act, también conocidas como las "Two Acts"). Bajo estas leyes, era casi imposible mantener reuniones públicas, y los discursos quedaron muy reducidos en aquellas que se celebraron. El radicalismo británico fue silenciado con efectividad durante el final de la década de 1790 y la década de 1800. No fue hasta la siguiente generación que se pudo promulgar una reforma real.

### LasReflexionesde Burke

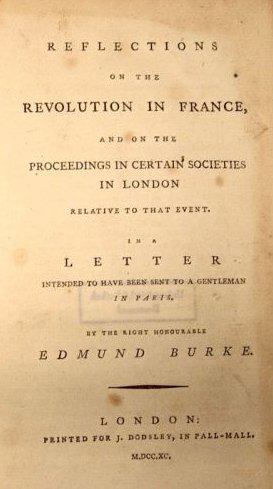
Portada de Reflexiones sobre la Revolución francesa, de Burke (1790).

Publicado en parte como respuesta al sermón del clérigo disidente Richard Price, que celebraba la revolución francesa, y en parte como respuesta a una petición de consejo de un joven francés, Reflexiones sobre la Revolución francesa de Burke defiende el gobierno aristocrático, el paternalismo, la lealtad, la caballerosidad y la primogenitura. Él veía la Revolución francesa como un derrocamiento violento de un gobierno legítimo. En sus Reflexiones, argumenta que los ciudadanos no tienen el derecho a rebelarse contra su gobierno, porque las civilicaciones, incluidos los gobiernos, son el resultado de un consenso social y político. Si las tradiciones de una cultura fueran cuestionadas continuamente, afirma, el resultado sería la anarquía.
Burke critica a muchos pensadores y escritores británicos que aplaudieron las primeras etapas de la Revolución francesa. Mientras muchos radicales comparaban la revolución con la propia Revolución Gloriosa británica de 1688, que había restringido los poderes de la monarquía, Burke afirma que la analogía histórica más apropiada era la Guerra Civil Inglesa (1642–1651), por la que Carlos I fue ejecutado en 1649. Sin embargo, en el momento en que Burke escribía esto, se había producido muy poca violencia revolucionaria; más preocupado por persuadir a sus lectores que por informarles, exageró enormemente este elemento de la revolución como efecto retórico. En su Indagación sobre lo sublime y lo bello, había afirmado que "las nociones grandes e inexactas transmiten mejor las ideas", y para generar miedo en el lector, construyó en sus Reflexiones la escena de un Luis XVI y una María Antonieta forzados en su palacio a punta de espada. Cuando en Francia se desencadenó de hecho la violencia en 1793 durante el Reinado del Terror, Burke fue considerado como un profeta.
Burke también critica el conocimiento asociado con los philosophes franceses; sostiene que las ideas nuevas no deben ser probadas en la sociedad con el objetivo de mejorarla, en imitación de la emergente disciplina de la ciencia, sino que las poblaciones deben fiarse de la costumbre y la tradición.

### Redacción y publicación deDerechos del hombre
En el anuncio impreso al comienzo de Derechos del hombre, Wollstonecraft describe cómo y por qué los escribió:

Las Reflexiones sobre la Revolución francesa del SR. BURKE llamaron por primera vez mi atención como la comidilla del día; y al leerlas más por diversión que por información, surgió mi indignación por los argumentos sofistas, que me contrariaban en todo momento, tras el dudoso disfraz de sentimientos naturales y sentido común.
Muchas páginas de la siguiente carta fueron el producto de la efusividad del momento; pero, creciendo impercetiblemente hasta alcanzar un tamaño considerable, se sugirió la idea de publicar una corta vindicación de los Derechos del Hombre.
Al no tener el tiempo libre o la paciencia para seguir a este tortuoso escritor por todos los sinuosos caminos por los que su capricho ha querido empezar un juego nuevo, he limitado mis críticas, en gran medida, a los grandes principios a los que él ha dirigido muchos argumentos ingeniosos de manera tan engañosa. [énfasis de Wollstonecraft]

Para que el panfleto se pudiera publicar en cuanto ella terminara de escribirlo, Wollstonecraft escribió frenéticamente mientras su editor, Joseph Johnson, imprimía las páginas. Sin embargo, a mitad del trabajo, dejó de escribir. Un biógrafo lo describe como una "pérdida de valor"; Godwin, en sus Memorias de Wollstonecraft, lo describe como "un acceso temporal de letargo e indolencia". Johnson, quizás lo bastante astuto a esas alturas de su amistad para saber cómo animarla, acordó deshacerse del libro y le dijo que no se preocupara. Avergonzada, se apresuró en terminarlo.
Derechos del hombre de Wollstonecraft se publicó de manera anónima el 29 de noviembre de 1790, convirtiéndose en la primera de entre cincuenta y setenta respuestas a Burke de varios autores. Solo tres semanas después, el 18 de diciembre, se publicó una segunda edición, esta vez con su nombre en la página de título. Wollstonecraft le dedicó tiempo a editar la segunda edición, en la cual, de acuerdo con la biógrafa Emily Sunstein, "agudizó su ataque personal a Burke" y cambió gran parte del texto de primera persona a tercera persona; "también añadió un código no partidista criticando a los liberales hipócritas que hablan de igualdad pero se pliegan ante los poderes establecidos".

## Estructura y argumentos principales

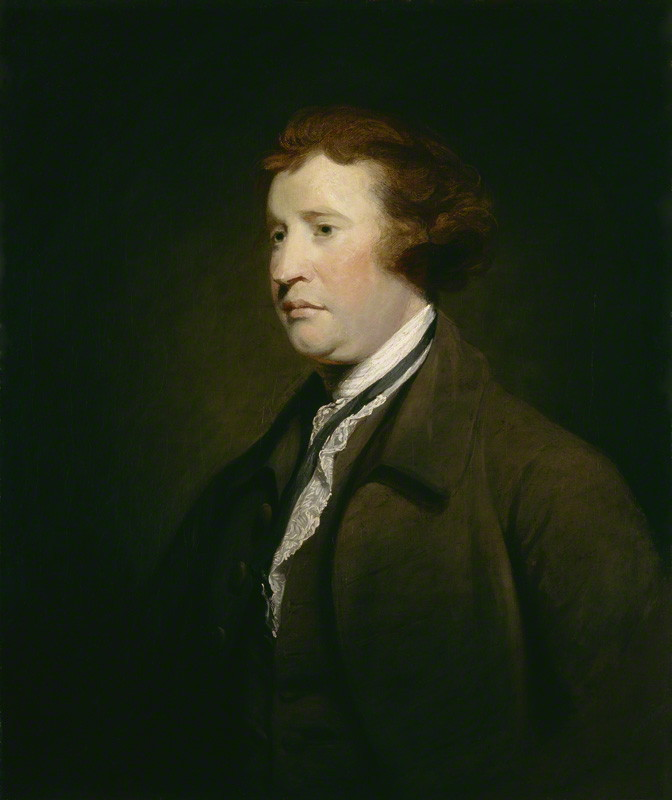
Edmund Burke, pintado en el estudio de Sir Joshua Reynolds (1771).

Hasta la década de 1970, el texto Derechos del hombre se consideraba desorganizado, incoherente, ilógico y salpicado de ataques ad hominem (como la insinuación de que Burke habría promovido la crucifixión de Cristo). Se vendió como un ejemplo de emoción "femenina" arremetiendo contra la razón "masculina". Sin embargo, desde los años 1970, los académicos han desafiado esta opinión, afirmando que Wollstoncraft empleó modos de escritura del siglo XVIII, como la digresión, para conseguir un gran efecto retórico. Y lo que es más importante, como sostiene el académico Mitzi Myers, "Wollstonecraft está prácticamente sola entre los que contestaron a Burke al evitar un minucioso enfoque político a favor de una crítica más amplia a los cimientos de las Reflexiones". El razonamiento de Wollstonecraft es principalmente moral; su "polémica no es una refutación de las teorías políticas de Burke, sino una exposición de las crueles injusticias que presuponen dichas teorías". El estilo de Wollstonecraft también fue una elección deliberada, permitiéndole responder a la Indagación sobre lo sublime y lo bello de Burke al mismo tiempo que a las Reflexiones.
El estilo de Derechos del hombre refleja en gran parte el propio texto de Burke. No tiene una estructura clara; al igual que Reflexiones, el texto sigue las asociaciones mentales hechas por la autora mientras iba escribiendo. El discurso político de Wollstonecraft está escrito, al igual que el de Burke, en forma de carta: la de Burke va dirigida a C. J. F. DePont, un joven francés, y la de Wollstonecraft hacia el propio Burke. Utilizando las mismas formas, metáforas y estilo de Burke, ella le da la vuelta a los argumentos de Burke y los dirige de vuelta hacia él. Derechos del hombre trata tanto sobre el lenguaje y la argumentación como de teoría política; de hecho, Wollstonecraft afirma que ambas cosas son inseparables. Como afirma un académico, Wollstonecraft defiende "la simplicidad y honestidad en la expresión, y una argumentación que emplee la razón en lugar de la elocuencia". Al comienzo del panfleto, ella le solicita a Burke: "Al abandonar ahora las flores de la retórica, permítanos, Señor, razonar juntos".
Derechos del hombre no pretende presentar una teoría política completamente articulada alternativa a la de Burke, sino demostrar las debilidades y contradicciones de su propia argumentación. Por tanto, gran parte del texto se centra en las inconsistencias lógicas de Burke, como su apoyo a la revolución americana y a la Ley de Regencia (que proponía restringir el poder monárquico durante la demencia de Jorge IV en 1788), en contraste con su falta de apoyo a los revolucionarios franceses. Wollstonecraft escribe:

Usted estaba tan ansioso por saborear las mieles del poder que no fue capaz de esperar hasta que el tiempo hubiera determinado si un terrible delirio se establecía como una locura confirmada; en cambio, entrometiéndose en los secretos de la Omnipotencia, usted proclamó que Dios le había arrojado de su trono, y que era la ridiculez más insultante recordar que había sido rey o tratarle con un respeto especial a causa de su anterior dignidad… He estado leyendo, Señor, con ojo escrutador y comparativo, varios de sus inconscientes y sacrílegos discursos durante la enfermedad del rey. Yo no me digno a aprovecharme del lado débil de un hombre, o sacar conclusiones a partir de un indefenso: ¡un león no se alimenta de cadáveres! [énfasis de Wollstonecraft]

El objetivo de Wollstonecraft, tal y como lo expresa ella, es "mostrarle a usted [Burke] lo que es usted, despojado de los espléndidos paños en los que ha envuelto sus principios tiránicos". Sin embargo, hace gestos hacia un argumento superior de su propia cosecha, centrándose en las desigualdades sufridas por los ciudadanos británicos a causa del sistema de clases. Como afirma la experta en Wollstonecraft, Barbara Taylor: "al tratar a Burke como portavoz representativo del despotismo del antiguo régimen, Wollstonecraft defiende las iniciativas reformistas del nuevo gobierno francés contra sus 'opiniones oxidadas y perniciosas', y censura a las élites políticas británicas por su opulencia, corrupción y trato inhumano a los pobres".

## Teoría política

### Ataque contra el rango y los privilegios
Derechos del hombre está dominado por el ataque de Wollstonecraft al rango y la jerarquía. En él, castiga a Burke por su desprecio hacia el pueblo, al que tilda de "multitud embrutecida", y le reprende por apoyar a las élites, especialmente a María Antonieta. Burke había escrito en un famoso pasaje: "Yo había pensado que diez mil espadas saldrían de sus vainas para vengar hasta una mirada insultante hacia ella. Pero la época de la caballerosidad se ha terminado".
Contrastando sus valores de clase media con los aristocráticos de Burke, Wollstonecraft afirma que la gente debe ser juzgada por sus méritos y no por sus derechos de nacimiento. Como sostiene la experta en Wollstonecraft Janet Todd: "la visión de la sociedad revelada en Vindicación de los derechos del hombre era de talentos, donde los niños emprendedores sin privilegios podrían competir en igualdad de condiciones con los ahora injustamente privilegiados". Wollstonecraft pone énfasis en los beneficios del trabajo duro, la autodisciplina, la frugalidad y la moralidad, valores que contrasta con los "vicios de los ricos", como la "insinceridad" y la "necesidad [es decir, carencia] de afecto natural". Apoya una sociedad comercialista que ayudaría a los individuos a descubrir su propio potencial, además de forzarles a darse cuenta de sus responsabilidades civiles. Para ella, el comercialismo sería la gran fuerza igualadora. Sin embargo, varios años después, en Cartas escritas durante una corta estancia en Suecia, Noruega y Dinamarca (1796), cuestionaría los beneficios fundamentales del comercialismo para la sociedad.
El clérigo disidente Richard Price, cuyo sermón sirvió de semilla para la obra de Burke, es el villano de Reflexiones, y al mismo tiempo el héroe de Derechos del hombre. Tanto Wollstonecraft como Burke le asocian con el pensamiento ilustrado, especialmente con la idea de que la civilización puede progresar mediante el debate racional, pero ambos interpretan esa posición de manera distinta. Burke creía que ese continuo cuestionamiento conduciría a la anarquía, mientras que Wollstonecraft relacionó a Price con "la razón, la libertad, la discusión libre, la superioridad mental, el cultivo de la mente, la excelencia moral, la benevolencia activa, la orientación hacia el presente y el futuro y el rechazo al poder y la riqueza": valores fundamentales profesionales de la clase media.
Wollstonecraft acude a la definición de propiedad del filósofo inglés John Locke (propiedad obtenida a través del trabajo) y la contrapone a la idea de riqueza heredada de Burke. Afirma que la herencia es uno de los mayores impedimentos para el progreso de la civilización europea y sostiene repetidamente que los problemas de Gran Bretaña tienen su raíz en la desigualdad en la distribución de la propiedad. Aunque no era partidaria de una distribución de la riqueza completamente igualitaria, sí deseaba que fuera más equitativa.

### Republicanismo

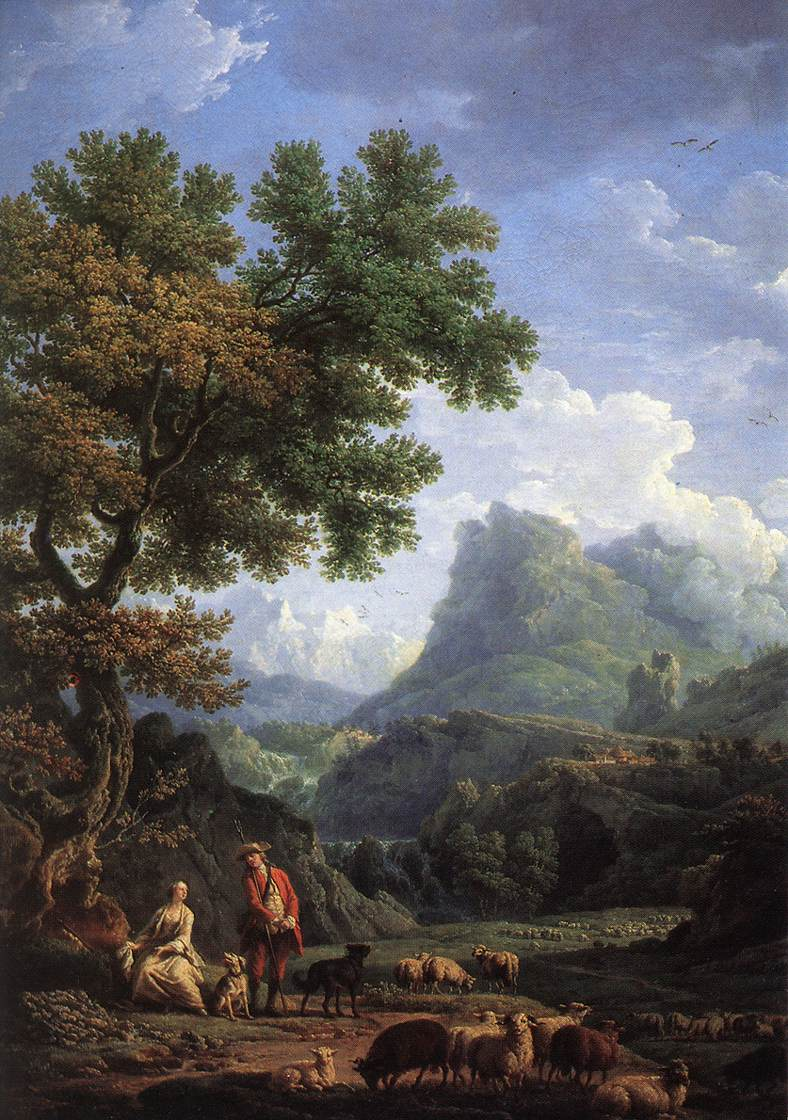
Pastor en los Alpes, de Claude Joseph Vernet; una vida rural idílica es parte de la utopía política que Wollstonecraft retrata en Derechos del hombre.

Derechos del hombre acusa a la monarquía y a la distinción hereditaria y promueve una ideología republicana. Apoyándose en ideas republicanas del siglo XVII y principios del XVIII, Wollstonecraft sostiene que la virtud está en el núcleo de la ciudadanía. Sin embargo, su idea de virtud es más individualista y moralista que la ideología tradicional de la Commonwealth. Los objetivos del republicanismo de Wollstonecraft son la felicidad y prosperidad del individuo, no el mayor bien para la mayor cantidad de gente, o la mayor cantidad de beneficios para los propietarios. Aunque pone énfasis en los beneficios que acumulará el individuo bajo el republicanismo, también sostiene que la reforma solo puede tener efecto a nivel de la sociedad. Esto marca un cambio con respecto a sus textos anteriores, como Relatos originales de la vida real (1788), en los que el individuo juega el papel principal en la reforma social.
Las ideas de virtud de Wollstonecraft giraban en torno a la familia, distinguiéndola de otros republicanos como Francis Hutcheson y William Godwin. Para Wollstonecraft, la virtud comienza en el hogar: las virtudes privadas son la base de las virtudes públicas. Inspirada por las representaciones de la familia ideal de Jean-Jacques Rousseau y por los republicanos cantones de Suiza, dibuja un retrato de una vida familiar idílica en una pequeña aldea de campo.  Un académico describe su plan de esta manera: "las grandes fincas se dividirían en granjas pequeñas, a los campesinos se les permitiría cercar parcelas a partir de los terrenos comunales y, en lugar de darles limosna a los pobres, se les proporcionarían los medios para independizarse y progresar". Los individuos aprenderían y practicarían la virtud en sus casas, virtud que no solo les haría autosuficientes, sino que les llevaría a sentirse responsables de los ciudadanos de su sociedad.

### Tradición contra revolución
Uno de los argumentos centrales de Derechos del hombre es que los derechos deben otorgarse porque son razonables y justos, no porque sean tradicionales. Mientras Burke sostenía que la sociedad civil y el gobierno deben confiar en las tradiciones, que se han acumulado durante siglos, Wollstonecraft afirma que todos los acuerdos civiles están sujetos a revisión racional. Según ella, la precedencia no es razón para aceptar una ley o una constitución. Como lo expresa un académico: "La creencia de Burke en la antigüedad de la constitución británica y la imposibilidad de mejoras a un sistema que ha sido ensayado y probado en el tiempo es desechada como una tontería. Para Wollstonecraft, el pasado es el ámbito de la superstición, la opresión y la ignorancia". Wollstonecraft creía firmemente en la idea ilustrada de progreso y rechazaba la opinión de que no se puede mejorar a partir de las ideas antiguas. Usando el mismo lenguaje arquitectónico que Burke, Wollstonecraft se pregunta: "¿Por qué es nuestra obligación reparar un castillo antiguo, construido en épocas bárbaras, con materiales góticos?" También menciona, de manera significativa, que la filosofía de Burke aprueba la esclavitud:

Todo el tenor de sus argumentos plausibles proporciona un fundamento perpetuo para la esclavitud. Permitir que su servil reverencia hacia la antigüedad y su prudente atención al interés propio tengan la fuerza que él pretende, hará que el comercio de esclavos no sea nunca abolido; y, como nuestros ignorantes antepasados, sin comprender la dignidad natural del hombre, sancionaron un tráfico que ultraja todo indicio de razón y religión, tenemos que someternos a esta costumbre inhumana, y llamar amor por nuestro país a un insulto atroz a la humanidad, y una verdadera sumisión a las leyes por las que se aseguran nuestras propiedades. ¡Seguridad de la propiedad! Contemplen, en pocas palabras, la definición de libertad inglesa. Y por este egoísta principio se sacrifican los más nobles.

## Sensibilidad

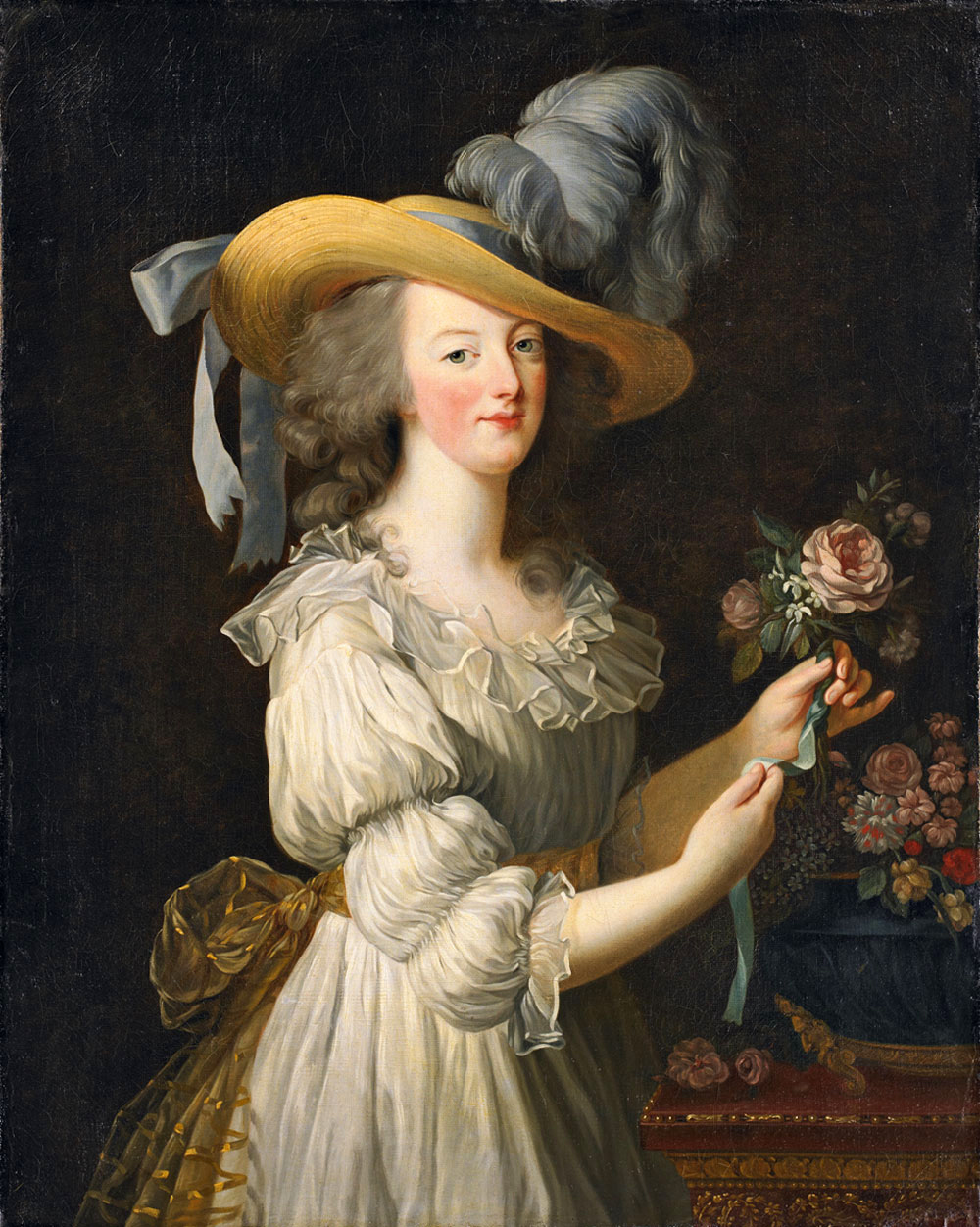
María Antonieta, retratada por Marie-Louise-Élisabeth Vigée-Lebrun (1783); Wollstonecraft ataca a Burke por su inmoderada simpatía por la reina francesa.

En Derechos del hombre, Wollstonecraft no solo apoya el republicanismo, sino también un contrato social basado en la simpatía y el sentimiento de camaradería. Describe a la sociedad ideal en los siguientes términos: los individuos, apoyados por familias unidas, se relacionan con otros mediante simpatía racional. Wollstonecraft afirma, fuertemente influenciada por Price, a quien había conocido en Newington Green unos años antes, que la gente debe procurar imitar a Dios practicando una benevolencia universal.
Al adoptar una sensibilidad razonada, Wollstonecraft contrasta su teoría de la sociedad civil con la de Burke, que según ella está llena de pompa y solemnidad y plagada de prejuicios. Ataca lo que considera un sentimiento falso de Burke, rebatiéndolo con su propia emoción genuina. Wollstonecraft afirma que simpatizar con la revolución francesa (es decir, con el pueblo) es humano, mientras que simpatizar con el clero francés, como hace Burke, es una señal de inhumanidad. Acusa a Burke no solo de insinceridad, sino también de manipulación, tildando de propaganda a sus Reflexiones. En uno de los momentos más dramáticos de Derechos del hombre, Wollstonecraft afirma estar conmovida más allá de las lágrimas de Burke por María Antonieta y la monarquía de Francia para acallar la injusticia sufrida por los esclavos, un silencio que ella representa con rayas dirigidas a expresar sentimientos más auténticos que los de Burke:

El hombre caza hombres; y usted llora por el tapiz frívolo que decoraba una mole gótica, y por la indolente campana que llamaba a rezar al gordo cura. Usted llora por el vacío espectáculo de un nombre, cuando la esclavitud bate sus alas, y el corazón enfermo se retira para morir en yermos solitarios, lejos de las moradas de los hombres.... ¿Por qué se horroriza nuestra imaginación con las terroríficas perspectivas de un infierno bajo nuestra sepultura? – el infierno acecha por todas partes; – el látigo resuena en el costado desnudo del esclavo; y el infeliz que cae enfermo y ya no puede ganarse el pan rancio con su incesante trabajo se escabulle hasta una zanja para rogarle al mundo una buena y larga noche – o, abandonado en algún hospital ostentoso, exhala su último suspiro entre las risas de cuidadores mercenarios.
Tal miseria exige más que lágrimas – hago una pausa para ordenar mis pensamientos; y para contener el desprecio que siento por sus florituras retóricas y su sensibilidad infantil.
---------------
---------------

## Sexo y estética

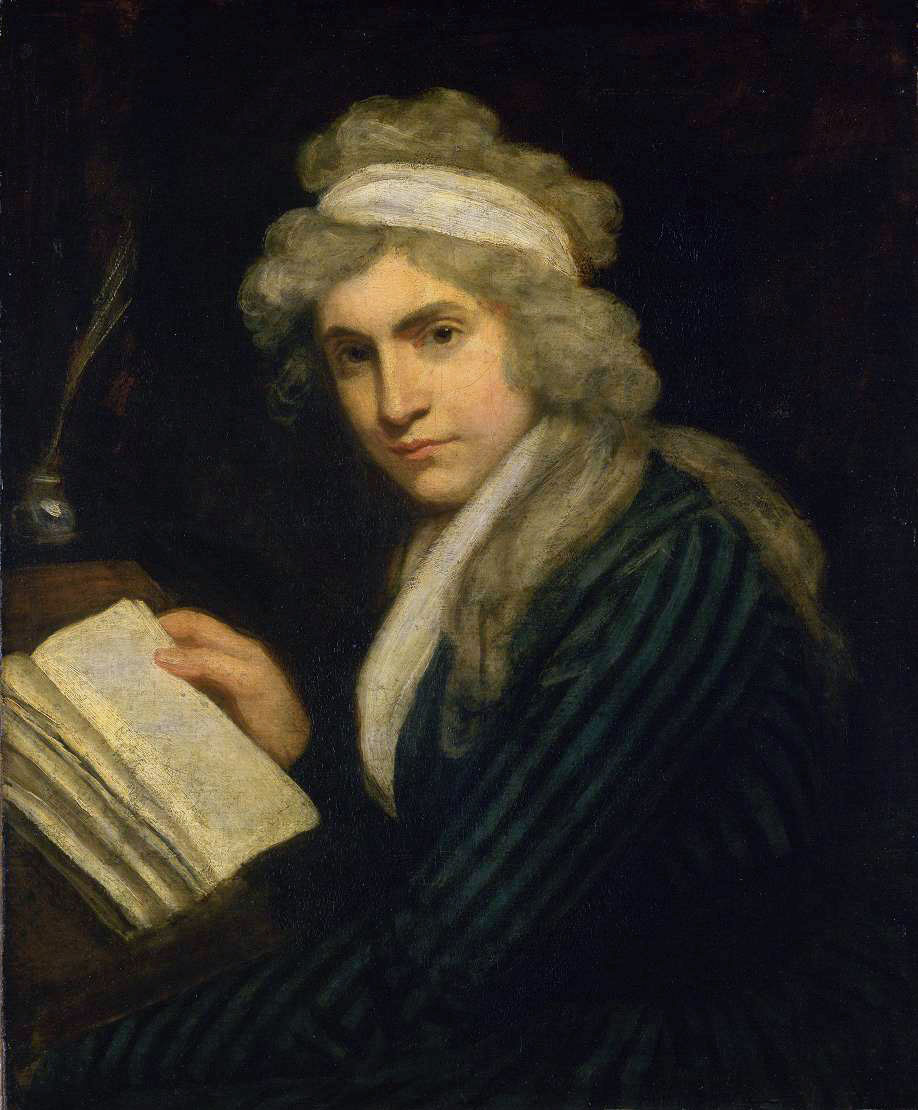
Mary Wollstonecraft, retratada por John Opie (c. 1791)

En Derechos del hombre, Wollstonecraft desafía la retórica de Burke tanto o más que su teoría política. Comienza redefiniendo lo sublime y lo bello, términos que él había establecido en su Indagación sobre lo sublime y lo bello. Mientras Burke asocia lo bello con la debilidad y la feminidad, y lo sublime con la fuerza y la masculinidad, Wollstonecraft escribe: "porque la verdad, en cuanto a la moralidad, siempre me ha parecido la esencia de lo sublime; y, en cuanto al gusto, la simplicidad el único criterio para lo bello". Con esta frase, pone en duda las definiciones sexistas de Burke; convencida de que son dañinas, más adelante afirma lo siguiente en Derechos del hombre:

Puede que haya convencido [a mujeres] de que la menudez y la debilidad son la misma esencia de la belleza; y que el Ser Supremo, al darle a las mujeres belleza en un grado supereminente [sic], parece ordenarles que, según la poderosa voz de la Naturaleza, no cultiven las virtudes morales que puedan correr el riesgo de provocar respeto e interferir con las sensaciones agradables que deben inspirar porque fueron creadas para ello. Así, confinando la verdad, la fortaleza y la humanidad a los rígidos dominios de la moralidad varonil, se puede afirmar con justicia que, para ser amada, ¡el gran propósito y distinción de la mujer!, esta debe «aprender a hablar con discreción, a caminar con tambaleo y apodar a las criaturas de Dios». Nunca, pueden repetir, se hizo afable un hombre, y mucho menos una mujer, por la fuerza de esas cualidades exaltadas, fortaleza, justicia, sabiduría y verdad; y por tanto, prevenidas del sacrificio que deben hacer hacia esas virtudes austeras y antinaturales, quedarían autorizadas para dirigir toda su atención a sus personas, descuidando sistemáticamente la moral para asegurarse la belleza.

Como escribe la académica Claudia Johnson: "Como crítica feminista, estos pasajes nunca han sido superados realmente". Burke, sostiene Wollstonecraft, describe la virtud femenina como debilidad, no dejando así para la mujer ningún rol sustantivo en la esfera pública y relegándola a la inutilidad.
Wollstonecraft aplica esta crítica feminista al lenguaje de Burke a lo largo de todas sus Reflexiones. Como afirma Johnson: "su panfleto al completo refuta el axioma de Burke de que «para conseguir que amemos a nuestro país, nuestro país debe ser hermoso»"; Wollstonecraft desafía con éxito la retórica de lo bello de Burke con la retórica de lo racional. También consigue demostrar cómo Burke personifica lo peor de sus propias ideas. Él se convierte en el escritor histérico, ilógico y femenino y Wollstonecraft se convierte en el escritor racional y masculino. Irónicamente, para efectuar esta transposición, la misma Wollstonecraft se vuelve apasionada a veces, por ejemplo, en su descripción de la esclavitud (citada arriba).

## Acogida y legado

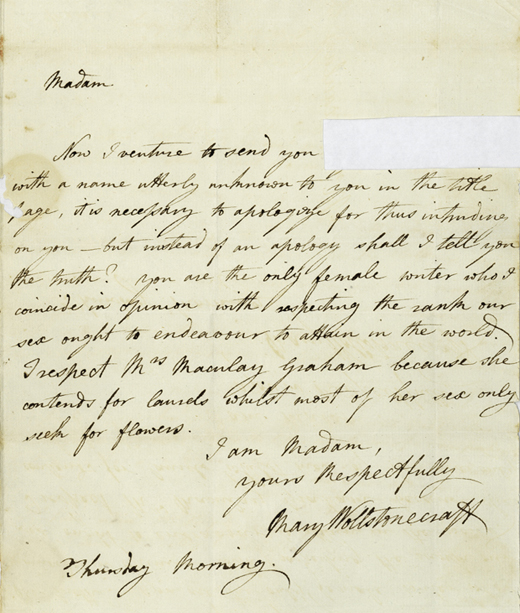
Carta de Wollstonecraft a Catharine Macaulay, junto con una copia de Derechos del hombre

Derechos del hombre tuvo éxito, a lo que ayudó su precio: a un chelín y seis peniques, costaba la mitad que el libro de Burke. Tras agotarse la primera edición, Wollstonecraft aceptó que su nombre apareciera impreso en la página de título de la segunda edición. Fue su primer trabajo de importancia como profesional independiente e intelectual autoproclamada", como escribe la académica Mary Poovey, y:

adquirió la forma que la mayoría de la gente habría considerado menos apropiada para una mujer: la disquisición política. Al requerir conocimientos del gobierno (del que las mujeres no participaban), capacidad analítica (de la que las mujeres tenían teóricamente poca cantidad) y la ambición de participar directamente en los acontecimientos contemporáneos (de la que se suponía las mujeres no tenían ninguna), la disquisición política pertenecía al dominio masculino en todos los sentidos.

Los comentarios de la época dan cuenta de esto; Horace Walpole, por ejemplo, la llamó "hiena con enaguas" por atacar a María Antonieta. William Godwin, su futuro marido, describió el libro como ilógico y agramatical; en sus Memorias de Wollstonecraft, sólo le dedicó un párrafo al contenido de la obra, llamándola "intemperada".
Todos los periódicos del día publicaron una crítica de Derechos del hombre. El Analytical Review aprobó los argumentos de Wollstonecraft y elogió sus "observaciones vivas y animadas". El Monthly Review también le fue favorable, pero también señaló defectos en su escritura. Sin embargo, el Critical Review, "enemigo acérrimo" del Analytical Review,, escribió en diciembre de 1790, tras descubrir que el autor era una mujer:

Se ha observado en una obra antigua que las mentes no tienen sexo; y en verdad no descubrimos que este Defensor de los Derechos del Hombre era una Mujer. Sin embargo, la segunda edición, que a menudo revela secretos, ha atribuido este panfleto a la Sra. Wollstonecraft, y si ella adopta el disfraz de hombre no debe sorprenderse de que no sea tratada con la cortesía y el respeto que habría recibido hacia su propia persona. Como el artículo se escribió antes de que viéramos la segunda edición, hemos presentado una contestación de este tipo con las alteraciones necesarias. No habría bastado con corregir simplemente los errores verbales: una dama debía haber sido tratada con más respeto. [énfasis en el original]

La Gentleman's Magazine hizo lo mismo, criticando la lógica del libro y su "absurda suposición de que los hombres serán más felices siendo libres", además de las propias suposiciones de Wollstonecraft al escribir sobre temas ajenos a su propio campo, comentando: "¡los derechos del hombre declarados por una mujer! La edad de la caballerosidad no puede haber terminado, o los sexos han intercambiado sus fundamentos". Sin embargo, Derechos del hombre puso a Wollstonecraft en el candelero como escritora; a partir de este punto de su carrera fue bastante conocida.
Wollstonecraft envió una copia del libro a la historiadora Catherine Macaulay, a quien admiraba mucho. Macaulay respondió que estaba "todavía más complacida de que esta publicación que tanto he admirado por su expresividad y sentimiento haya sido escrita por una mujer y así ver mi opinión de las facultades y talentos del sexo de su pluma tan prontamente verificados". William Roscoe, un abogado, escritor y mecenas de las artes de Liverpool, quedó tan agradado por el libro que incluyó a Wollstonecraft en su poema satírico Vida, muerte y logros maravillosos de Edmund Burke (The Life, Death, and Wonderful Achievements of Edmund Burke):
And lo! an amazon stept out,

One WOLLSTONECRAFT her name,

Resolv'd to stop his mad career,

Whatever chance became.

La Libertad guiando al pueblo, por Eugène Delacroix (1833)

Aunque la mayoría de las primeras críticas a Derechos del hombre, además de la mayoría de los primeros biógrafos de Wollstonecraft, criticaron el sentimentalismo de la obra y lo juxtapusieron a la obra maestra de lógica de Burke, recientemente se ha producido una revaluación del texto. Desde los años 1970, los críticos que han mirado más de cerca su trabajo y el de Burke han llegado a la conclusión de que comparten muchas similitudes retóricas, y que los binomios masculino/lógico y femenino/emoción no se sostienen. La mayoría de los estudiosos de Wollstonecraft reconocen hoy que fue esta obra la que radicalizó a Wollstonecraft y dirigió sus futuros trabajos, especialmente Vindicación de los derechos de la mujer. Hasta el punto medio de Derechos del hombre Wollstonecraft no comienza su verdadera disección de la estética sexista de Burke; como afirma Claudia Johnson: "parece que en el acto de escribir las últimas partes de Derechos del hombre descubrió el tema que la preocuparía durante el resto de su carrera".
Dos años después, cuando Wollstonecraft publicó Derechos de la mujer, amplió muchos de los argumentos que había iniciado en Derechos del hombre. Si todas las personas deben ser juzgadas por sus méritos, escribía, las mujeres deben estar incluidas en ese grupo. En ambos textos, Wollstonecraft pone énfasis en que la virtud de las naciones británicas depende de la virtud de su gente. En gran medida, ella derrumba la distinción entre privado y público y exige que todos los ciudadanos cultos reciban la oportunidad de participar en la esfera pública.